# Campeonato da Micronésia de Atletismo de 2005
O Campeonato da Micronésia de Atletismo de 2005 foi a 2ª edição da competição organizada pela Associação de Atletismo da Oceania entre 14 de dezembro a 15 de dezembro de 2005, representando a região da Micronésia, na Oceania. O evento foi celebrado no Complexo Esportivo Oleai, na cidade de Saipan, nas Marianas Setentrionais, com um total de 32 provas (17 masculino,14 feminino e 1 misto). Teve como destaque Guam com 21 medalhas sendo 10 de ouro. 

## Medalhistas
Os vencedores das provas e seus resultados foram publicados na página da Athletics Weekly.  Resultados completos podem ser encontrados na página da Associação de Atletismo da Oceania. 

### Masculino
| Evento                 | Ouro                                                                                                  | Ouro     | Prata                                                                         | Prata    | Bronze                                                                 | Bronze   |
| ---------------------- | --- | -------- | ----------------------------------------------------------------------------- | -------- | ---------------------------------------------------------------------- | -------- |
| 100 metros             | Jack Howard · Estados Federados da Micronésia                                                         | 11.18    | Tyrone Omar · Marianas Setentrionais                                          | 11.21    | Rikko Thoma · Nauru                                                    | 11.50    |
| 200 metros             | Tyrone Omar · Marianas Setentrionais                                                                  | 23.00    | Jack Howard · Estados Federados da Micronésia                                 | 23.05    | Rikko Thoma · Nauru                                                    | 23.58    |
| 400 metros             | Jack Howard · Estados Federados da Micronésia                                                         | 52.87    | Toom Annaua · Kiribati                                                        | 52.98    | Elterson Rodriguez · Estados Federados da Micronésia                   | 53.21    |
| 800 metros             | David Townsel · Guam                                                                                  | 2:10.02  | Toby Castro · Guam                                                            | 2:12.34  | Ketson Kabiriel · Marianas Setentrionais                               | 2:12.76  |
| 1 500 metros           | Toby Castro · Guam                                                                                    | 4:23.79  | David Townsel · Guam                                                          | 4:29.40  | Tekooki Teieka · Kiribati                                              | 4:34.46  |
| 5 000 metros           | Toby Castro · Guam                                                                                    | 18:16.61 | Jay Antonio · Guam                                                            | 18:17.26 | Detwin Ichuro · Estados Federados da Micronésia                        | 18:59.61 |
| 10 000 metros          | Jay Antonio · Guam                                                                                    | 38:27.44 | Toby Castro · Guam                                                            | 38:44.20 | Chang Jang Wang · Marianas Setentrionais                               | 41:00.75 |
| 110 metros barreiras   | Dexter Dillay · Marianas Setentrionais                                                                | 17.43    | Kenneth Karosich · Guam                                                       | 17.68    |                                                                        |          |
| 4×100 metros estafetas | Estados Federados da Micronésia · Keitani Graham · Jenson Wendolin · Elterson Rodriguez · Jack Howard | 44.60    | Kiribati · Kirimauti Kaiea · Rabangaki Nawai · Toom Annaua · Buraieta Yeeting | 45.13    | Nauru · Quaski Itaia · Aneri Fredrick Canon · JJ Capelle · Rikko Thoma | 45.32    |
| Salto em altura        | Donovan Helvey · Palau                                                                                | 1.81     | Buraieta Yeeting · Kiribati                                                   | 1.81     | Jeff Saures · Marianas Setentrionais                                   | 1.55     |
| Salto em comprimento   | Buraieta Yeeting · Kiribati                                                                           | 6.30 w   | Dexter Dillay · Marianas Setentrionais                                        | 6.04     | Jeff Saures · Marianas Setentrionais                                   | 5.61     |
| Salto triplo           | Buraieta Yeeting · Kiribati                                                                           | 13.35    | Rafaelito Deausen · Guam                                                      | 11.82    | Jon Paulino · Guam                                                     | 11.02    |
| Arremesso de peso      | Justin Andre · Guam                                                                                   | 13.39    | Tunia Kaotirake · Kiribati                                                    | 11.56    | Rais Aho · Ilhas Marshall                                              | 11.31    |
| Lançamento de disco    | Justin Andre · Guam                                                                                   | 40.44    | Tunia Kaotirake · Kiribati                                                    | 34.56    | Sidro Tebuteb · Marianas Setentrionais                                 | 32.57    |
| Lançamento do martelo  | Justin Andre · Guam                                                                                   | 47.63    | Tunia Kaotirake · Kiribati                                                    | 26.81    | Sidro Tebuteb · Marianas Setentrionais                                 | 24.96    |
| Lançamento do dardo    | Nick Gross · Marianas Setentrionais                                                                   | 56.26    | Dallas Oketol · Palau                                                         | 45.63    | Sngebard Delong · Palau                                                | 45.36    |
| Octatlo                | Rabangaki Nawai · Kiribati                                                                            | 4496     | Nicholas Mangham · Palau                                                      | 4243     |                                                                        |          |

### Feminino
| Evento                 | Ouro                                                                     | Ouro     | Prata | Prata    | Bronze                                                                                       | Bronze   |
| ---------------------- | ------------------------------------------------------------------------ | -------- | --- | -------- | -------------------------------------------------------------------------------------------- | -------- |
| 100 metros             | Ngerak Florencio · Palau                                                 | 12.94 w  | Rosa-Mystique Jone · Nauru                                                                                  | 13.21 w  | Dana Thoma · Nauru                                                                           | 13.54 w  |
| 200 metros             | Ngerak Florencio · Palau                                                 | 26.33    | Rosa-Mystique Jone · Nauru                                                                                  | 27.11    | Dana Thoma · Nauru                                                                           | 27.93    |
| 400 metros             | Ngerak Florencio · Palau                                                 | 63.53    | Jacque Wonenberg · Marianas Setentrionais                                                                   | 65.28    | Avon Grace Mazo · Palau                                                                      | 65.55    |
| 800 metros             | Leana Peters · Guam                                                      | 2:31.59  | Bo Wang · Marianas Setentrionais                                                                            | 2:31.88  | Jacque Wonenberg · Marianas Setentrionais                                                    | 2:35.66  |
| 1 500 metros           | Leana Peters · Guam                                                      | 5:07.97  | Noriko Jim · Marianas Setentrionais                                                                         | 5:08.47  | Nicole Layson · Guam                                                                         | 5:14.18  |
| 5 000 metros           | Noriko Jim · Marianas Setentrionais                                      | 19:44.28 | Leana Peters · Guam                                                                                         | 21:06.18 | Nicole Layson · Guam                                                                         | 21:24.71 |
| 100 metros barreiras   | Cora Low · Guam                                                          | 17.72    | |          |                                                                                              |          |
| 4×100 metros estafetas | Nauru · Dana Thoma · Detsalena Stephen · Kara Thoma · Rosa-Mystique Jone | 53.59    | Estados Federados da Micronésia · Sam Twinsanne · Marselihna Wendolin · Mihter Wendolin · Evangeleen Ikelap | 53.64    | Marianas Setentrionais · Reylynn Sapong · Locsina Lyza · Liamwar Rangamar · Jacque Wonenberg | 58.36    |
| Salto em altura        | Felicia Saburo · Palau                                                   | 1.35     | Jacque Wonenberg · Marianas Setentrionais                                                                   | 1.20     | Dena Ngeirchongor · Marianas Setentrionais                                                   | 1.15     |
| Salto em comprimento   | Felicia Saburo · Palau                                                   | 4.62     | Detsalena Stephen · Nauru                                                                                   | 4.27     | Rosa-Mystique Jone · Nauru                                                                   | 4.25     |
| Arremesso de peso      | Chandis Cooper · Palau                                                   | 10.58    | Tracey Duburiya · Nauru                                                                                     | 9.05     | Doris Rangamar · Marianas Setentrionais                                                      | 8.96     |
| Lançamento de disco    | Chandis Cooper · Palau                                                   | 29.77    | Tracey Duburiya · Nauru                                                                                     | 29.51    | Doris Rangamar · Marianas Setentrionais                                                      | 29.16    |
| Lançamento do martelo  | Taatia Riino · Kiribati                                                  | 28.75    | Tracey Duburiya · Nauru                                                                                     | 17.70    | Aiko Imbat · Guam                                                                            | 15.53    |
| Lançamento do dardo    | Doris Rangamar · Marianas Setentrionais                                  | 25.71    | Taatia Riino · Kiribati                                                                                     | 22.95    | Arcy Moncrief · Marianas Setentrionais                                                       | 22.66    |

### Misto
| Evento                   | Ouro | Ouro    | Prata                                                              | Prata   | Bronze                                                                                    | Bronze  |
| ------------------------ | --- | ------- | ------------------------------------------------------------------ | ------- | ----------------------------------------------------------------------------------------- | ------- |
| Revezamento medley 800 m | Estados Federados da Micronésia · Evangeleen Ikelap · Jack Howard · Marselihna Wendolin · Elterson Rodriguez | 1:46.23 | Nauru · Rosa-Mystique Jone · Rikko Thoma · Kara Thoma · JJ Capelle | 1:47.19 | Marianas Setentrionais · Reylynn Sapong · Tyrone Omar · Jacque Wonenberg · Darrel Roligat | 1:49.12 |

## Quadro de medalhas (não oficial)
| Ordem | País                            | Medalha de ouro | Medalha de prata | Medalha de bronze | Total |
| ----- | ------------------------------- | --------------- | ---------------- | ----------------- | ----- |
| 1     | Guam                            | 10              | 7                | 4                 | 21    |
| 2     | Palau                           | 8               | 2                | 2                 | 12    |
| 3     | Marianas Setentrionais          | 5               | 6                | 13                | 24    |
| 4     | Kiribati                        | 4               | 7                | 1                 | 12    |
| 5     | Estados Federados da Micronésia | 4               | 2                | 2                 | 8     |
| 6     | Nauru                           | 1               | 7                | 6                 | 14    |
| 7     | Ilhas Marshall                  | 0               | 0                | 1                 | 1     |
| Total | Total                           | 32              | 31               | 29                | 92    |

Legenda
| Recorde mundial       | Recorde mundial (World record)               |                       | Recorde africano                      | Recorde africano (African) |                                           | Q | Classificado por posição (Qualified) |
| Recorde do campeonato | Recorde do campeonato (Championship record)  | Recorde da América    | Recorde da América (Americas)         | q                          | Classificado por melhor tempo (Qualified) |   |                                      |
| Melhor marca do ano   | Melhor marca do ano (World leading)          | Recorde asiático      | Recorde asiático (Asian)              | DNS                        | Não largou (Did not start)                |   |                                      |
| Recorde nacional      | Recorde nacional (National record)           | Recorde europeu       | Recorde europeu (European)            | DNF                        | Não terminou (Did not finish)             |   |                                      |
| Recorde pessoal       | Recorde pessoal do atleta (Personal best)    | Recorde da Oceania    | Recorde da Oceania (Oceania)          | DSQ / DQ                   | Desclassificado (Disqualified)            |   |                                      |
| Recorde da temporada  | Recorde da temporada do atleta (Season best) | Recorde sul-americano | Recorde sul-americano (South America) | NM                         | Sem marca (No mark)                       |   |                                      |